# Shelbyville (Kentucky)
Shelbyville est le siège du comté de Shelby, dans l'État du Kentucky, aux États-Unis. Selon le recensement de 2010, sa population est de 14 045 habitants.